# Regionalismo (arte)

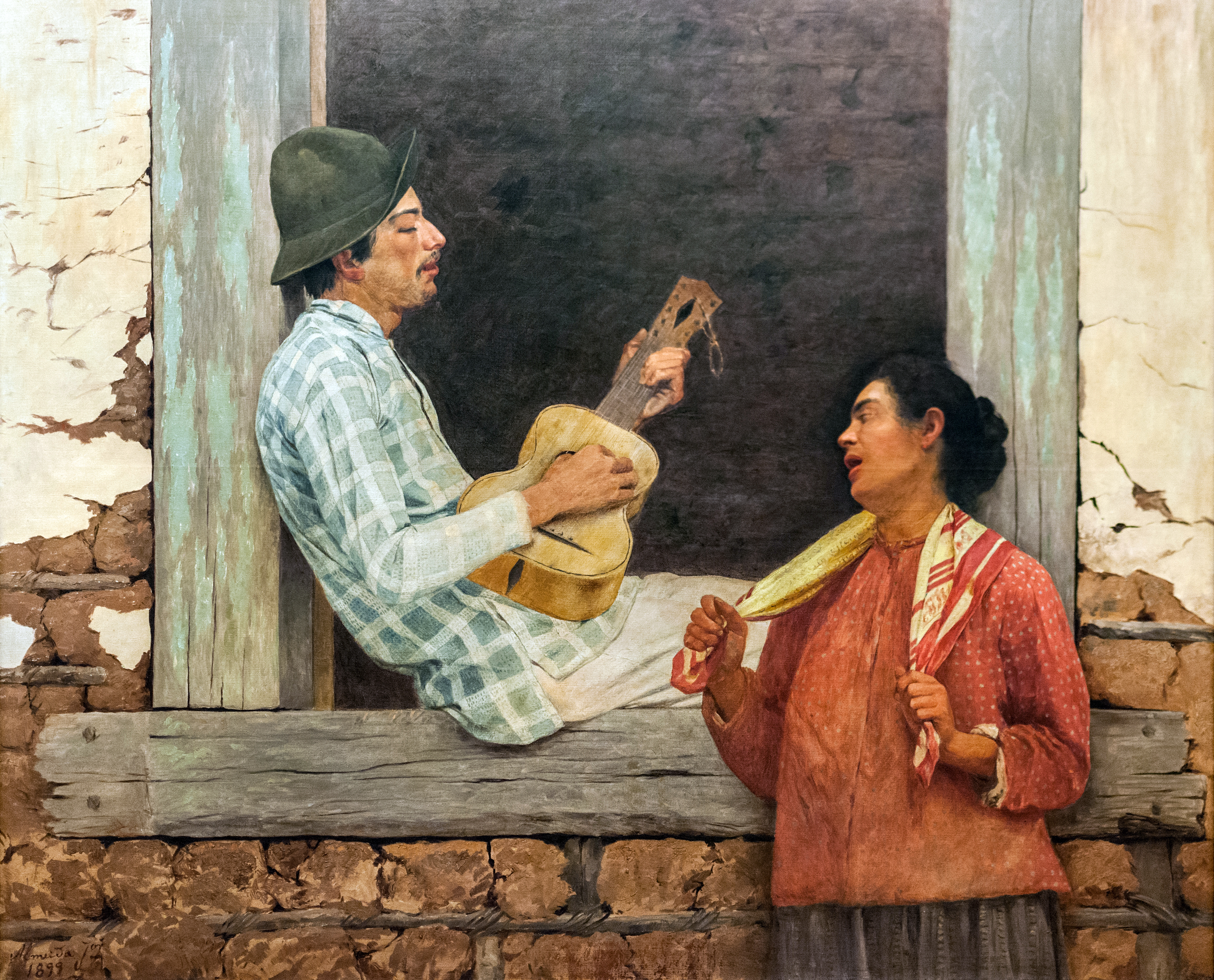
O Violeiro, Pintura a óleo. Almeida Junior.

O regionalismo é um movimento de arte moderna realista que inclui pinturas, murais, litografias e ilustrações que descrevem cenas realistas regionais ou rural e de cidade pequena. Apesar de algumas fontes datarem internacionalmente esse movimento surgindo na década de 1930 como uma resposta à Grande Depressão Estadunidense, e terminou na década de 1940 devido ao fim da Segunda Guerra Mundial e à falta de desenvolvimento dentro do movimento. O brasileiro Almeida Júnior já pintava este tipo de tema antes de 1899. E diferentemente do movimento Estadunidense foi uma das influencias do movimento modernista de 1920 e foca não uma perspectiva conservadora, mas sim uma busca pelo olhar não tradicional as próprias raízes sociais em contraste com os valores burgueses.